# Bordzjomi (distrikt)
Bordzjomi (georgiska: ბორჯომის მუნიციპალიტეტი, Bordzjomis munitsipaliteti) är ett distrikt i Georgien. Det ligger i regionen Samtsche-Dzjavachetien, i den centrala delen av landet, 110 km väster om huvudstaden Tbilisi.